# Jung Ae-ri
Jung Ae-ri (Hangul: 정애리; Yeonggwang, 11 de agosto de 1960) es una actriz surcoreana.

## Vida personal
Después de 20 años de matrimonio, Jung y su primer esposo se divorciaron en 2005. Tienen una hija, Ji-hyun.
Se volvió a casar en 2011 con Ji Seung-ryong, un hombre de negocios que estudió teología en la Universidad de Yonsei.

## Carrera
En 2019 se unió al elenco recurrente de la serie The Secret Life of My Secretary donde interpretó a Sim Hae-ra, la madre de Do Min-ik (Kim Young-kwang).

## Filmografía

### Serie de televisión
| Año         | Título en inglés                                        | Título en coreano                    | Romanización                        | Rol                 | Red  |
| ----------- | ------------------------------------------------------- | ------------------------------------ | ----------------------------------- | ------------------- | ---- |
| 2019 - 2020 | Crash Landing on You                                    | 사랑의 불시착                        | Sarangui Bulsichak                  | Kim Yoon-hee        | tvN  |
| 2019        | V.I.P.                                                  | 브이아이피                           | Beuiaipi                            | Han Seok-young      | SBS  |
| 2019        | The Secret Life of My Secretary                         |                                      |                                     | Sim Hae-ra          | SBS  |
| 2015        | The Man in the Mask                                     | 복면검사                             | Bokmyeongeomsa                      | Im Ji-sook          | KBS2 |
| 2015        | My Heart Twinkle Twinkle                                | 내 마음 반짝반짝                     | Nae Maeum Banjjakbanjjak            | Kang Sung-sook      | SBS  |
| 2014        | Run, Jang-mi                                            | 달려라 장미                          | Dalryeora Jangmi                    | Mrs. Hong           | SBS  |
| 2014        | Golden Cross                                            | 골든 크로스                          | Goldeun Keuroseu                    | Oh Geum-shil        | KBS2 |
| 2014        | Angel Eyes                                              | 엔젤 아이즈                          | Enjel Aijeu                         | Oh Young-ji         | SBS  |
| 2014        | Land of Gold (TV Novel)                                 | TV소설 순금의 땅                     | TVsoseol Sungeumeui Ddang           | Madam Sewoondang    | KBS2 |
| 2013        | Ruby Ring                                               | 루비 반지                            | Rubi Banji                          | Yoo Gil-ja          | KBS2 |
| 2013        | Like a Fairytale (Drama Special Series)                 | 동화처럼 (드라마 스페셜 연작 시리즈) | Donghwacheoreom                     | madre de Jang-mi    | KBS2 |
| 2012        | Glass Mask                                              | 유리가면                             | Yurigamyun                          | Shim Hae-soon       | tvN  |
| 2012        | Can't Live Without You                                  | 그대없인 못살아                      | Geudaeeobsin Motsalah               | Min Jae-hee         | MBC  |
| 2012        | Welcome Rain to My Life                                 | 내 인생의 단비                       | Nae Insaeng-ui Danbi                | Ryu Ji-sun          | SBS  |
| 2012        | I Remember You                                          | 널 기억해                            | Neol Gi-eok-hae                     | madre de Kang-soo   | SBS  |
| 2011        | Kimchi Family                                           | 발효가족                             | Balhyo Kajok                        | Jung Hyun-sook      | jTBC |
| 2011        | Just You                                                | 당신 뿐이야                          | Dangshin Bbooniya                   | Oh Bong-ja          | KBS1 |
| 2011        | You're So Pretty                                        | 당신 참 예쁘다                       | Dangshin cham yepeuda               | Na Myung-ja         | MBC  |
| 2010        | Thank You for Making Me Smile                           | 고마워 웃게 해줘서                   | Gomawo Utge Haejwoseo               | madre de Ji-hye     | KBS1 |
| 2010        | Smile, Dong-hae                                         | 웃어라 동해야                        | Useora Donghaeya                    | Hong Hye-sook       | KBS1 |
| 2010        | The King of Legend                                      | 근초고왕                             | Geunchogo Wang                      | Soseono             | KBS1 |
| 2010        | Your Heaven                                             | 당신의 천국                          | Dangshinui Cheonguk                 | Young-sook          | SBS  |
| 2010        | Dandelion Family                                        | 민들레 가족                          | Mindeulle Gajok                     | Yoon Sun-hee        | MBC  |
| 2010        | Stars Falling from the Sky                              | 별을 따다줘                          | Byeoreul Ttada Jwo                  | Lee Min-kyung       | SBS  |
| 2009        | Can't Stop Now                                          | 멈출 수 없어                         | Meomchul Su Eopsseo                 | Im Bong-ja          | MBC  |
| 2009        | Good Job, Good Job                                      | 잘했군 잘했어                        | Jal-haess-goon Jal-haess-eo         | Jung Soo-hee        | MBC  |
| 2009        | Sister's Menopause (HDTV Literature)                    | 언니의 폐경 (HDTV 문학관)            | Eun-sook                            |                     | KBS1 |
| 2008        | Temptation of Wife                                      | 아내의 유혹                          | Anaeui Yuhok                        | Min Hyun-joo        | SBS  |
| 2008        | Women of the Sun                                        | 태양의 여자                          | Tae-yang-eui Yeo-ja                 | Choi Jung-hee       | KBS2 |
| 2008        | You Are My Destiny                                      | 너는 내 운명                         | Neoneun Nae Unmyeong                | Oh Young-sook       | KBS1 |
| 2007        | Eight Days, Assassination Attempts against King Jeongjo | 정조암살미스터리 8일                 | Jeongjo Amsal Miseuteori Pal il     | Lady Hyegyeong      | CGV  |
| 2007        | Even So Love                                            | 그래도 좋아                          | Ms. Jo                              |                     | MBC  |
| 2007        | Conspiracy in the Court                                 | 한성별곡                             | Hansungbyulgok                      | Reina madre (Daebi) | KBS2 |
| 2007        | Flowers for My Life                                     | 꽃 찾으러 왔단다                     | Kkot Chat-eu-reo Wat-dan-da         | Madam Gong          | KBS2 |
| 2007        | Like Land and Sky                                       | 하늘만큼 땅만큼                      | Haneulmankeum Ttangmankeum          | Park Myung-ja       | KBS1 |
| 2006        | Goodbye Solo                                            | 굿바이 솔로                          | Gut-ba-yi Sol-ro                    | Park Kyung-hye      | KBS2 |
| 2006        | Love and Ambition                                       | 사랑과 야망                          | Sarang-kwa Yamang                   |                     | SBS  |
| 2005        | Only You                                                | 온리 유                              | On-ri Yu                            | Yoon Hee-jin        | SBS  |
| 2005        | The Post Horse Curse (HDTV Literature)                  | 역마 (HDTV 문학관)                   | Yeokma                              | Ok-hwa              | KBS2 |
| 2004        | Immortal Admiral Lee Soon-shin                          | 불멸의 이순신                        | Bulmyeolui Yi Sun-sin               | Ms. Byun            | KBS1 |
| 2004        | Lovers in Paris                                         | 파리의 연인                          | Pa-ri-eh yeon-in                    | Han Ki-hye          | SBS  |
| 2004        | Lotus Flower Fairy                                      | 왕꽃 선녀님                          | Wang-kkot Seon-nyeo-nim             | Won So-jung         | MBC  |
| 2003        | Sang Doo! Let's Go to School                            | 상두야 학교가자                      | Sang-doo-ya, Hak-kyo Ka-ja!         | Gong Shim-ran       | KBS2 |
| 2001        | Soon-ja                                                 | 순자                                 | Soon-ja                             | Hwang Seung-ri      | SBS  |
| 2000        | 반쪽이네                                                |                                      |                                     |                     |      |
| 1999        | The Clinic for Married Couples: Love and War            | 부부클리닉 사랑과 전쟁               | Boobookeulrinik Saranggwa Jeonjaeng | jueza (1999-2009)   | KBS2 |
| 1998        | The Era of the Three Kims                               | 삼김시대                             |                                     |                     | SBS  |
| 1998        | Eun-ah's Daughter                                       | 은아의 뜰                            | Eunah-ui Ddeul                      | Lee Hye-won         | KBS1 |
| 1997        | Devotion                                                | 열애                                 |                                     |                     |      |
| 1997        | (MBC Best Theater)                                      | 환절기 (MBC 베스트극장)              |                                     | Kyung-ha            | MBC  |
| 1996        | Temptation                                              | 유혹                                 | Yoohok                              | Shin-ae             | KBS2 |
| 1995        | Road                                                    | 길                                   | Mi-jung                             |                     | KBS2 |
| 1995        | 땅울림                                                  | Kim Jeong-ho's wife Ms. Heo          | KBS                                 |                     |      |
| 1995        | 옥이 이모                                               |                                      |                                     |                     |      |
| 1994        | 역사 앞에서                                             | Lee Nam-deok                         |                                     |                     |      |
| 1994        | The Matchstick Girl                                     | 성냥갑 속의 여자                     | Kang Se-hee                         |                     |      |
| 1993        | Woman's Mirror                                          | 여자의 거울                          | Myung-ae                            | SBS                 |      |
| 1992        | Desperate Man                                           | 위기의 남자                          |                                     |                     |      |
| 1992        | (Mystery Trilogy)                                       | 제1탄 돛배를 찾아서 (추리 3부작)     | Sook-mi                             | KBS2                |      |
| 1991        | (MBC Best Theater)                                      | 이웃집 은이 (MBC 베스트극장)         | Yoo-jung                            |                     | MBC  |
| 1991        | Dream of Seoul (MBC Best Theater)                       | 서울의 꿈 (MBC 베스트극장)           | Lee Ji-won                          |                     | MBC  |
| 1991        | Flowers That Never Wilt                                 | 바람꽃은 시들지 않는다               | Baram Ggoteun Sideulji Ahnneunda    | Yoo Seok-woo        | KBS1 |
| 1991        | The Close Peak                                          | 가까운 골짜기                        | Yoon-hee                            | KBS2                |      |
| 1991        | Thief's Wife                                            | 도둑의 아내                          | Soo-ja                              | KBS2                |      |
| 1990        | 1990년 12월 24일 눈 쏟아짐                              | Kyung-joo                            |                                     |                     | KBS1 |
| 1990        | The Rose of Betrayal                                    | 배반의 장미                          | Seo Ji-hyun                         |                     | MBC  |
| 1989        | The Sleepless Tree                                      | 잠들지 않는 나무                     | Jamdeulji Anneun Namu               | Oh Seung-hye        | MBC  |
| 1988        | Joy of Love                                             | 사랑의 기쁨                          |                                     |                     | KBS1 |
| 1985        | Laughter (MBC Best Theater)                             | 웃음소리 (MBC 베스트극장)            |                                     |                     | MBC  |
| 1984        | Love and Truth                                          | 사랑과 진실                          | Sarang-kwa Jin-sil                  | Lee Hyo-sun         | MBC  |
| 1983        | (MBC Best Theater)                                      | 백색인간 (MBC 베스트극장)            |                                     |                     | MBC  |
| 1983        | 인연의 불                                               | Ki-ja                                |                                     |                     | MBC  |
| 1983        | Father and Son                                          | 아버지와 아들                        | Abeoji-kwa Adeul                    | Hye-sook            | MBC  |
| 1983        | 다녀왔읍니다                                            |                                      |                                     |                     | MBC  |
| 1982        | 못 잊어                                                 |                                      |                                     |                     |      |
| 1982        | Confession                                              | 고백                                 | Go-baek                             |                     | MBC  |
| 1981        | Dad's Beard                                             | 아빠의 수염                          |                                     |                     | MBC  |
| 1981        | 사랑합시다                                              |                                      |                                     |                     |      |
| 1981        | 가장 긴 여름                                            |                                      |                                     |                     |      |
| 1981        | Burning Bridges                                         | 불타는 다리                          | esposa del coronel Choi Kang-shik   |                     | MBC  |
| 1981        | The First Republic                                      | 제1공화국                            | Kim Soo-im                          |                     | MBC  |
| 1981        | Hello                                                   | 안녕하세요                           | Annyonghaseyo                       |                     | MBC  |
| 1980        | 동심초                                                  | secunda hija (차녀)                  |                                     |                     | KBS  |
| 1980        | 벼랑위의 사람들                                         |                                      |                                     |                     |      |
| 1979        | 정선 아리랑 (전설의 고향)                               |                                      |                                     |                     |      |
| 1979        | Set in the Lake Reman                                   | 레만호에 지다                        | espía norcoreana Ha Ma-ri           |                     | KBS  |
| 1979        | Any Girl                                                | 어떤 여자                            |                                     |                     | KBS  |
| 1979        | 기러기                                                  | Min Ji-hee                           |                                     |                     | KBS  |
| 1978        | Saint Julia                                             | 성녀 주리아                          | Julia                               |                     | KBS  |
| 1978        | Pasque Flower                                           | 할미꽃 (전설의 고향)                 |                                     |                     | KBS  |
| 1978        | B Dormitory Matron and Love Letter                      | B사감과 러브레터                     |                                     |                     | KBS  |

### Películas
| Año  | Título en inglés                  | Título en coreano             | Romanización                 | Rol                    | Director        |
| ---- | --------------------------------- | ----------------------------- | ---------------------------- | ---------------------- | --------------- |
| 2012 | Circle of Crime                   | 비정한 도시                   | Bijeonghan Dosi              | Kim Mun-heum           |                 |
| 2012 | Han Gyungjik                      | 한경직                        | Han Gyeongjik                | documental narradora   | Chun Jeong-hoon |
| 2010 | Hakuna Matata - A Story of Jirani | 하쿠나 마타타 - 지라니 이야기 | Hakuna Matata - Jirani Iyagi | documental narradora   | Lee Chang-kyu   |
| 2006 | Fly High                          | 사랑하니까, 괜찮아            | Ssarang-hanikka Gwen-chana   | Young-eun              | Kwak Ji-kyoon   |
| 2000 | Libera Me                         | 리베라 메                     | Libera Mae                   | Jung Myung-jin (cameo) | Yang Yun-ho     |
| 1982 | Stray Dog                         | 들개                          | Deul-gae                     | Park Chul-soo          |                 |
| 1980 | Three Women Under the Umbrella    | 우산속의 세여자               | Usansog-ui se yeo...         | Lee Doo-yong           |                 |

### Teatro
| Año  | Título en inglés            | Título en coreano           | Romanización                            | Rol    |
| ---- | --------------------------- | --------------------------- | --------------------------------------- | ------ |
| 2010 | The Most Beautiful Farewell | 세상에서 가장 아름다운 이별 | Sesangyeseo Gajang Ahreumdawoon Ilbyeon | In-hee |
| 1997 | A Streetcar Named Desire    | 욕망이라는 이름의 마차      | Blanche DuBois                          |        |
| 1997 | Royal Theatre               | 로열씨어터                  |                                         |        |

### Libro
| Año  | Título en coreano           |
| ---- | --------------------------- |
| 2005 | 사람은 버리는 게 아니잖아요 |

## Apoyo a beneficencia
En 2007 el banco de Parlamentarios de Servicio Social la honró por ayudar como patrocinadora a niños hambrientos en Corea y en el extranjero.
Ha sido particularmente activa en su trabajo voluntario en orfanatos desde 1989.

## Premios
| Año  | Premio                                    | Categoría                                   | Nominación                                   |
| ---- | ----------------------------------------- | ------------------------------------------- | -------------------------------------------- |
| 2010 | 3rd Korea Sharing Awards                  | 국회상임위원장상                            |                                              |
| 2009 | MBC Drama Awards                          | premio de actuación dorada, actriz veterana | Good Job, Good Job, Can't Stop Now           |
| 2009 | 28th Sejong Culture Awards                | 통일외교부문상                              |                                              |
| 2007 | Inter-Parliamentarians for Social Service | premio especial de voluntariado             |                                              |
| 2005 | KBS Entertainment Awards                  | premio a los logros                         | The Clinic for Married Couples: Love and War |
| 2003 | KBS Drama Awards                          | mejor actriz en persona de préstamo         | Sang Doo! Let's Go to School                 |
| 1997 | 21st Seoul Theater Festival               | mejor actriz de reparto                     | A Streetcar Named Desire, Royal Theatre      |
| 1985 | 21st Baeksang Arts Awards                 | mejor actriz de tv                          | Love and Truth                               |
| 1984 | MBC Drama Awards                          | Grand Prize (Daesang)                       | Love and Truth                               |
| 1981 | 17th Baeksang Arts Awards                 | mejor actriz debutante                      | Set in the Lake Reman                        |
| 1976 | Ewha Womans University Dance Competition  | 1st lugar danza moderna                     |                                              |